# ヒシャルジ・アウメイダ・ジ・オリヴェイラ
ヒシャルジ・アウメイダ（ポルトガル語: Richard Almeida、アゼルバイジャン語: Riçard Almeyda）ことヒシャルジ・アウメイダ・ジ・オリヴェイラ（ポルトガル語: Richard Almeida de Oliveira、アゼルバイジャン語: Riçard Almeyda de Oliveyra、1989年3月20日 - ）は、アゼルバイジャンとブラジルのサッカー選手。アゼルバイジャン代表。ポジションはMF。

## クラブ歴
ECサント・アンドレの下部組織出身でトップチームに昇格。2010年夏にリーガプロのジル・ヴィセンテFCに期限付き移籍し、プリメイラ・リーガ昇格に貢献した。
2012年夏にカラバフFKに完全移籍。2014年11月に3年の契約延長をし、2018年夏までの契約となった。2018年5月24日に同年夏の契約満了を以ての退団が発表された。
2018年7月4日にFCアスタナに加入。その後カラバフに期限付き移籍で復帰した。
2020年1月21日に半年の契約でバニーヤースSCに加入。

## 代表歴
アゼルバイジャンに帰化し、アゼルバイジャン代表として2017年6月10日の2018 FIFAワールドカップ・ヨーロッパ予選グループCの北アイルランド代表戦で代表初出場を記録した。代表初得点は2018年3月27日の北マケドニア代表との親善試合であった。